# Benkadi (Dioïla)
Benkadi è un comune rurale del Mali facente parte del circondario di Dioïla, nella regione di Koulikoro.
Il comune è composto da 6 nuclei abitati:
- Kissakoro
- Kotoula (centro principale)
- N'Tia
- Nianguela
- Wani
- Woh